# Димитрије Љубатовић
Димитрије Ђуров Љубатовић (Рисан, почетком 19. вијека — Москва, 9. мај 1871)  био је српски добротвор и трговац.

## Поријекло и породица
Братство Љубатовићи из Рисна су старином из Херцеговине из требињског кадилука, гдје су се презивали Красојевићи (чест обичај је био да се при бјежању због крвне освете у новој средини узима и ново презиме, а неки су у приморју мијењали и вјеру, преласком у католичку кркву). Због крвне освете селе се 1692. године у Рисан и настанили су се на Бековини. Због крвне освете су морали 1824. године продати имање и у Рисну и настанише се у Русији. Отац Ђуро је био локални судија, а мајка се звала Ката, рођ. Ђурковић.

## Хуманитарни рад
Лазар Томановић га спомиње као великог добротвора каквог нема у Срба. Умро је у Москви и као Ришњанин је оставио 19.100 рубаља (у опоруци писаној у Москви 15. новембра 1870.) у облигацијама првог руског зајма са лотаријоми са добити од 5% да се сагради у Рисну православна црква Св. Димитрија и уз њу дом за 10 мушких и 10 женских сиромашних болесника и старијих, свију вјероисповиједи града Рисна, а евентуалним добицима да се овај завод развија.  Езекутори завјештања су ову своту послали у Рисан у марту 1875. године (након његове смрти) преко аустријског конзула, али се у Задру зауставила. То се у Рисну није знало до 1880, када је црквена опћина рисанка тражила овај знаменити легат. Тада се сазнало да је легат промијењен у аустријске обвезнице без лотарије, чиме се напола осујетила посљедња воља добротвора. Сазнало се да тадашња сума у аустријским обвезницама није одговарала реалној вријендости руских проданих обвезница. Томановић је ствар износио у јавност у Српском листу, и записао је да ће се о овоме питати покрајинска влада и одбор земљаски, како се ово могло десити.  Његова воља је испуњена тек 37 година након његове смрти. Црква је освећена 25. новембра 1907, а Дом за убоге и болесне саграђен је и опремљен и у јулу 1908. је у Рисну било свечано отварање. Саграђена је на Димитријевом имању Ртац, на брежуљку између Рисна и манастира Бања. Одласком радника дом је наредних 18 година био затворен, без објашњења. Дом су поред старих и болесних користили касније и слијепи, јер је у њега 1950. године пресељен Дом слијепих, основан у Перасту 1948. године. Петнаестак година касније Дом за слијепе се сели у Подгорицу, а некада једна од најљепших зграда Боке которске почиње да пропада. Данас је зграда рушвина  са спомен плочом изнад улазних врата, која је подигнута трошком добротвора. Опорука је гласила: Употребити у грађевину једне православне цркве, посвећене св. Димитрију, у граду Рисну у Далмацији, уз коју цркву мораће се подигнути једна болница са убоживштем за 20 остарјелих, од којих 10 мушког, а 10 женског пола свију вјероисповиједи града Рисна.